# 12a etapa del Tour de França de 2012
La 12a etapa del Tour de França de 2012 es disputà el divendres 13 de juliol de 2012 sobre un recorregut de 226 km entre les localitats de Sent-Jian-de-Môrièna i Anonai-Davézieux.
El vencedor final de l'etapa fou l'escocès David Millar (Garmin-Sharp), que s'imposà a l'esprint a Jean-Christophe Péraud (AG2R La Mondiale). Aquesta era la quarta victòria de Millar al Tour de França, la primera des del 2003, que a més coincidia amb el 45è aniversari de la mort de Tom Simpson. No es produí cap canvi significatiu en les diferents classificacions, mantenint tots els ciclistes el seu mallot.

## Perfil de l'etapa
És l'etapa més llarga de la present edició del Tour de França, amb 226 quilòmetres, entre Sent-Jian-de-Môrièna, al departament de la Savoia, i Davézieux, situada a la comunitat de comunes d'Anonai, a l'Ardecha. L'etapa es pot dividir en dues parts: la primera part, molt muntanyosa, amb dues ascensions de primera categoria com són el coll de Grand Cucheron (12,5 km al 6,5%) i el coll de Granier (9,7 km al 8,6%). Una vegada finalitzades aquestes dues ascensions els ciclistes travessen la vall del Roine, als departaments de l'Isèra i la Droma, relativament plana i amb sols una cota de tercera a manca de 20 km per a l'arribada. L'esprint es troba a Marcilloles, al quilòmetre 153.

## Desenvolupament de l'etapa
Tal com havia passat en les dues etapes anteriors, es va formar una nombrosa escapada des de bon començament de l'etapa. En aquesta ocasió el grup arribà a tenir fins a 19 ciclistes, però quedà reduït a 11 a l'inici de l'ascensió al coll de Grand Cucheron. Al seu cim Robert Kišerlovski (Astana Qazaqstan Team) passà en primera posició, tot defensant el lideratge del seu company d'equip Fredrik Kessiakoff. Pel darrere David Moncoutié (Cofidis) havia intentat agafar aquesta escapada, però en el descens va caure, fet que provocà el seu abandonament. Kišerlovski també passà en primera posició pel cim del coll de Granier. Després de la zona d'avituallament, a Saint-Joseph-de-Rivière, el grup capdavanter es va dividir, quedant cinc ciclistes al capdavant: David Millar (Garmin-Sharp), Jean-Christophe Peraud (AG2R La Mondiale), Egoi Martínez (Euskaltel–Euskadi), Kišerlovski i Cyril Gautier (Team Europcar). En aquest grup no hi havia cap ciclista important per a la general, per la qual cosa el grup els deixà fer, aconseguint una màxima diferència de quasi 13 minuts.
Cap dels ciclistes del quintet escapat va intentar res fins a manca de 5 km, quan Kišerlovski va llançar un atac a manca de 3,5 km. Peraud va respondre a l'instant i més tard ho feren Martínez i Gautier. Una nova acceleració de Peraud fou resposta per Millar, el qual s'enganxà a la roda, mentre els altres ciclistes quedaven una mica despenjats. A l'esprint final Millar fou el més ràpid, guanyant la seva quarta victòria d'etapa individual al Tour, la primera des de 2003. El gran grup arribà gairebé vuit minuts més tard, en un esprint guanyat per Matthew Goss (Orica-GreenEDGE) sobre Peter Sagan (Liquigas-Cannondale). Sagan va protestar les maniobres de Goss en l'esprint final i els jutges de la cursa li donaren la raó. Goss fou passat al darrere del grup, amb la sort que, ja que havia obtingut un segon sobre la resta del grup, passà a la setena posició. A més, va ser sancionat amb 30 punts en la classificació per punts i 30 segons en la general.

## Punts
| Primer  | David Millar (GBR)           | 20 pts |
| Segon   | Cyril Gautier (FRA)          | 17 pts |
| Tercer  | Robert Kiserlovski (CRO)     | 15 pts |
| Quart   | Jean-Christophe Peraud (FRA) | 13 pts |
| Cinquè  | Egoi Martínez (ESP)          | 11 pts |
| Sisè    | Matthew Goss (AUS)           | 10 pts |
| Setè    | Andre Greipel (GER)          | 9 pts  |
| Vuitè   | Kenny van Hummel (NED)       | 8 pts  |
| Novè    | Peter Sagan (SVK)            | 7 pts  |
| Desè    | Daniel Oss (ITA)             | 6 pts  |
| Onzè    | Daryl Impey (RSA)            | 5 pts  |
| Dotzè   | Baden Cooke (AUS)            | 4 pts  |
| Tretzè  | Marco Marcato (ITA)          | 3 pts  |
| Catorzè | Bernhard Eisel (AUT)         | 2 pts  |
| Quinzè  | Christian Knees (GER)        | 1 pt   |

| Primer  | David Millar (GBR)           | 30 pts |
| Segon   | Jean-Christophe Péraud (FRA) | 25 pts |
| Tercer  | Egoi Martínez (ESP)          | 22 pts |
| Quart   | Cyril Gautier (FRA)          | 19 pts |
| Cinquè  | Robert Kiserlovski (CRO)     | 17 pts |
| Sisè    | Peter Sagan (SVK)            | 15 pts |
| Setè    | Matthew Goss (AUS)           | 13 pts |
| Vuitè   | Sébastien Hinault (FRA)      | 11 pts |
| Novè    | Cadel Evans (AUS)            | 9 pts  |
| Desè    | Luca Paolini (ITA)           | 7 pts  |
| Onzè    | Julien Simon (FRA)           | 6 pts  |
| Dotzè   | Bradley Wiggins (GBR)        | 5 pts  |
| Tretzè  | Marco Marcato (ITA)          | 4 pts  |
| Catorzè | Nicolas Roche (IRL)          | 3 pts  |
| Quinzè  | Christopher Froome (GBR)     | 2 pts  |

## Ports de muntanya
| Primer | Robert Kiserlovski (CRO)     | 10 pts |
| Segon  | Jean-Christophe Péraud (FRA) | 8 pts  |
| Tercer | Iaroslav Popòvitx (UKR)      | 6 pts  |
| Quart  | Cyril Gautier (FRA)          | 4 pts  |
| Cinquè | David Millar (GBR)           | 2 pts  |
| Sisè   | Kristijan Koren (SVN)        | 1 pt   |

| Primer | Robert Kiserlovski (CRO)     | 10 pts |
| Segon  | Jean-Christophe Péraud (FRA) | 8 pts  |
| Tercer | Egoi Martínez (ESP)          | 6 pts  |
| Quart  | David Millar (GBR)           | 4 pts  |
| Cinquè | Cyril Gautier (FRA)          | 2 pts  |
| Sisè   | Iaroslav Popòvitx (UKR)      | 1 pt   |

- 3. Cota d'Ardoix. 366m. 3a categoria (km 207,5) (5,9 km al 3,4%)

| Primer | Robert Kiserlovski (CRO)     | 2 pts |
| Segon  | Jean-Christophe Péraud (FRA) | 1 pt  |

## Classificació de l'etapa
|    | Ciclista                     | Equip                 | Temps      |
| -- | ---------------------------- | --------------------- | ---------- |
| 1  | David Millar (GBR)           | Garmin-Sharp          | 5h 42' 46" |
| 2  | Jean-Christophe Péraud (FRA) | AG2R La Mondiale      | m. t.      |
| 3  | Egoi Martínez (ESP)          | Euskaltel–Euskadi     | + 05"      |
| 4  | Cyril Gautier (FRA)          | Team Europcar         | + 05"      |
| 5  | Robert Kiserlovski (CRO)     | Astana Qazaqstan Team | + 05"      |
| 6  | Peter Sagan (SVK)            | Liquigas-Cannondale   | + 7 53"    |
| 7  | Matthew Goss (AUS)           | Orica-GreenEDGE       | + 7 53"    |
| 8  | Sébastien Hinault (FRA)      | AG2R La Mondiale      | + 7' 54"   |
| 9  | Cadel Evans (AUS)            | BMC Racing Team       | + 7' 54"   |
| 10 | Luca Paolini (ITA)           | Team Katusha          | + 7' 54"   |

## Classificació general
|    | Ciclista                    | Equip                 | Temps       |
| -- | --------------------------- | --------------------- | ----------- |
| 1  | Bradley Wiggins (GBR)       | Team Sky              | 54h 34' 33" |
| 2  | Chris Froome (GBR)          | Team Sky              | + 2' 05"    |
| 3  | Vincenzo Nibali (ITA)       | Liquigas-Cannondale   | + 2' 23"    |
| 4  | Cadel Evans (AUS)           | BMC Racing Team       | + 3' 19"    |
| 5  | Jurgen Van Den Broeck (BEL) | Lotto-Belisol         | + 4' 48"    |
| 6  | Haimar Zubeldia (ESP)       | RadioShack-Nissan     | + 6' 15"    |
| 7  | Tejay van Garderen (USA)    | BMC Racing Team       | + 6' 57"    |
| 8  | Janez Brajkovič (SVN)       | Astana Qazaqstan Team | + 7' 30"    |
| 9  | Pierre Rolland (FRA)        | Team Europcar         | + 8' 31"    |
| 10 | Thibaut Pinot (FRA)         | FDJ-BigMat            | + 8' 51"    |

## Classificacions annexes
|    | Ciclista                  | Equip               | Punts   |
| -- | ------------------------- | ------------------- | ------- |
| 1r | Peter Sagan (SVK)         | Liquigas-Cannondale | 252 pts |
| 2n | Matthew Harley Goss (AUS) | Orica-GreenEDGE     | 198 pts |
| 3r | André Greipel (GER)       | Lotto-Belisol       | 181 pts |

|    | Ciclista                   | Equip                 | Punts  |
| -- | -------------------------- | --------------------- | ------ |
| 1r | Fredrik Kessiakoff (SWE)   | Astana Qazaqstan Team | 66 pts |
| 2n | Pierre Rolland (FRA)       | Team Europcar         | 55 pts |
| 3r | Chris Anker Sørensen (DEN) | Team Saxo-Tinkoff     | 39 pts |

|    | Ciclista                 | Equip           | Temps       |
| -- | ------------------------ | --------------- | ----------- |
| 1r | Tejay van Garderen (USA) | BMC Racing Team | 54h 41' 30" |
| 2n | Thibaut Pinot (FRA)      | FDJ-BigMat      | + 1' 54"    |
| 3r | Rein Taaramäe (EST)      | Cofidis         | + 27' 55"   |

|    | Equip                 | Temps         |
| -- | --------------------- | ------------- |
| 1r | RadioShack-Nissan     | 163h 56' 13 " |
| 2n | Team Sky              | + 12' 38"     |
| 3r | Astana Qazaqstan Team | + 24' 33"     |

## Abandonaments
- Robert Gesink (Rabobank ProTeam): no surt.
- David Moncoutié (Cofidis): abandona.
- Tom Veelers (Argos-Shimano): abandona.